# Остання футуристична виставка картин «0,10»

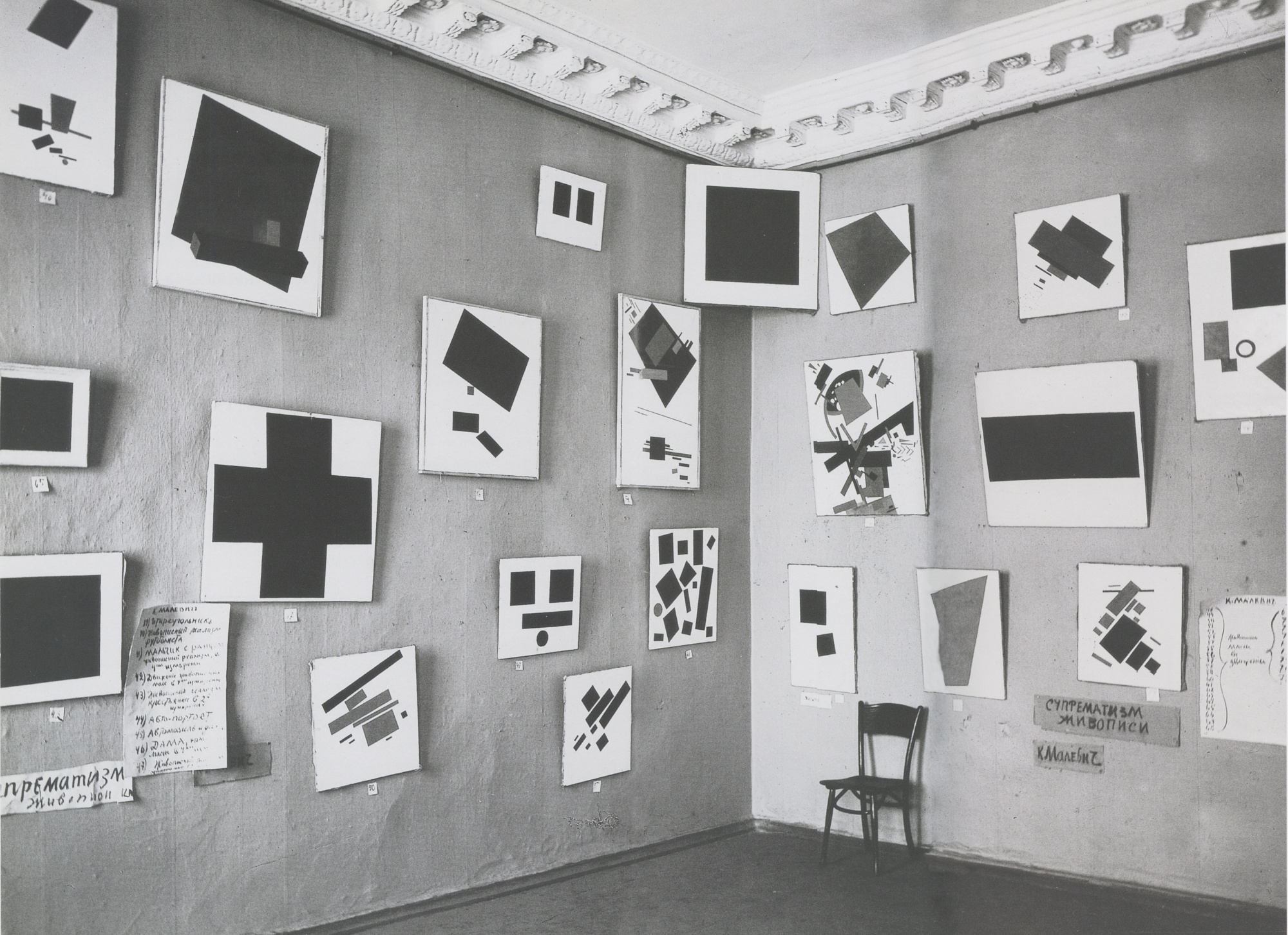
Єдинафотографія виставки, що збереглась. Можна побачити 21 роботу з 39.

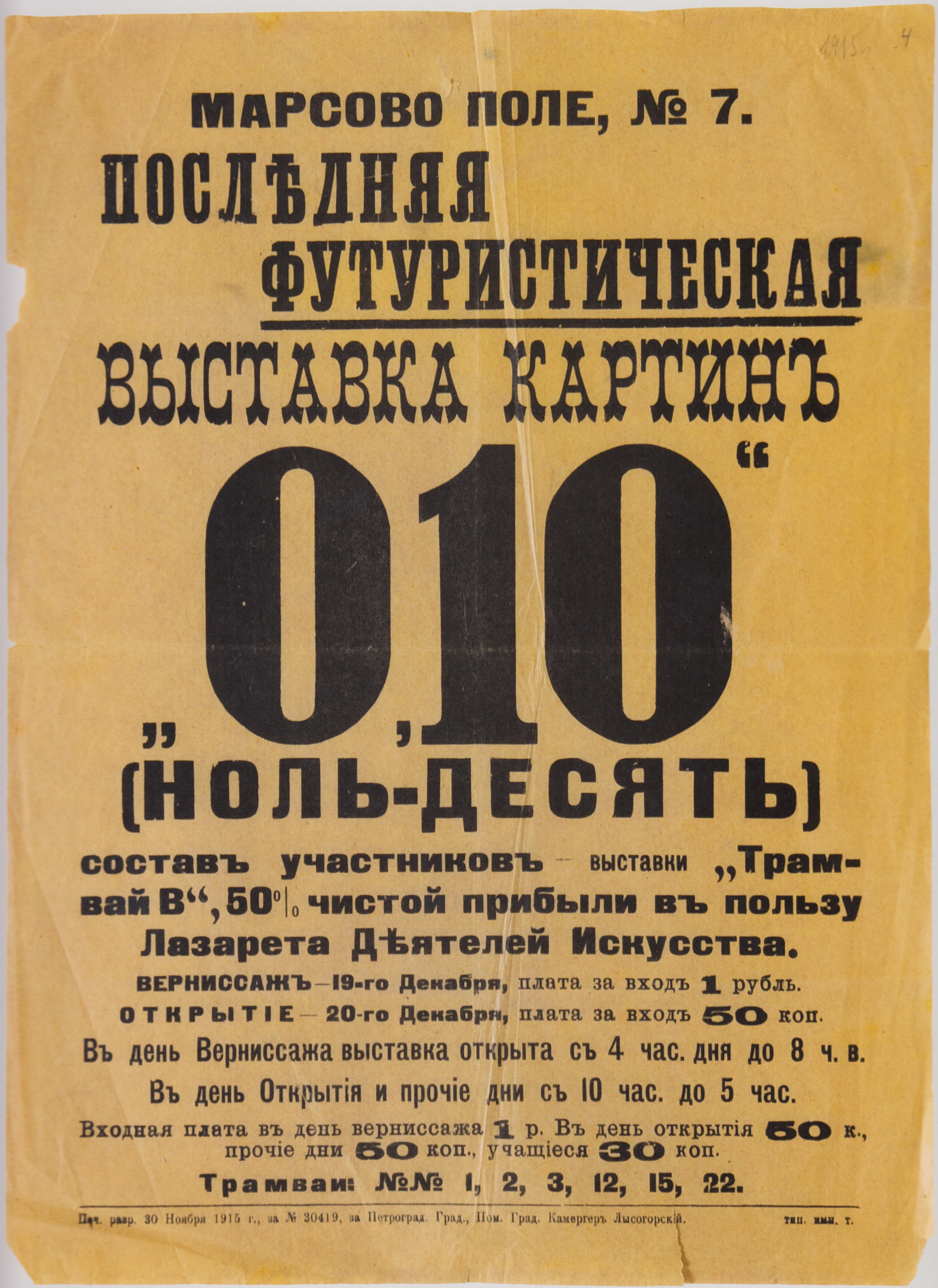
Реклама виставки (приватна колекція, Цюрих)

Остання футуристична виставка картин «0,10» ( нуль-десять ) — художня виставка, що проходила в художньому бюро Надії Добичиної (Будинок Адаміні) на Марсовому полі в Петрограді від 19 грудня 1915 до 17 січня 1916 року. На виставці показали свої роботи Казимир Малевич і його соратники. Вони представили новий напрямок у російському авангарді — супрематизм.

## Назва
Організатори назвали виставку «Останньою футуристичною» через бажання завершити футуристичний період в російському живописі й позначити перехід до супрематизму.
«0,10» — це не одне число (одна десята), а числа нуль і десять, перелічені через кому. Нуль означає відсутність (нульова кількість) предметних форм у супрематизмі. Десять — кількість художників, які планували взяти участь у виставці, але, коли учасників стало чотирнадцять, назву не змінили.

## Історія
Виставку організували за ініціативи Івана Пуні. Соратники Малевича не були готові повністю прийняти супрематизм і визнати його спадкоємцем футуризму, тому Малевичу не дозволили назвати свої картини «Супрематизм» ні в каталозі, ні в експозиції. Полотна мали складні, розгорнуті назви, що було пов'язано не лише із забороною на назву «супрематизм».

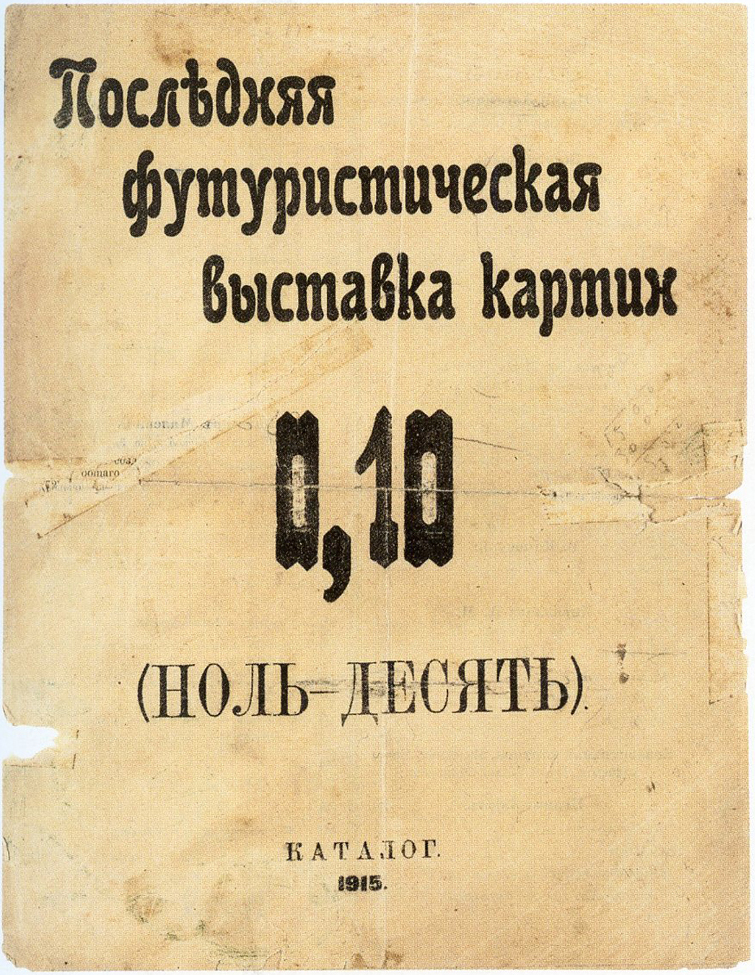
Обкладинка каталогу

Малевич особисто вивішував картини в ніч перед відкриттям, щоб ніхто завчасно їх не побачив. За кілька годин до вернісажу він намалював від руки кілька плакатів з написом «супрематизм живопису» для непідготовленої публіки. На вернісажі поширювали книгу-маніфест «От кубизма к супрематизму. Новый живописный реализм», яку видав Михайло Матюшин.
У покуті, де у слов'ян завжди висять ікони, Малевич поставив «Чорний квадрат», вказаний у каталозі як «Чорний чотирикутник», що став завдяки виставці відомою картиною російського авангардного живопису, яку потім прозвали «іконою російського авангарду». Були й інші картини Малевича, в тому числі «Чорний хрест», «Чорний круг», «Червоний квадрат», а також полотна його соратників та учнів. Загалом було 39 картин. 50% від чистого прибутку йшло на користь лазарету діячів мистецтв.

## Критика
Подія мала широкий відгук у мистецьких колах. Хоча нині більшість мистецтвознавців вважають виставку видатним досягненням російського авангарду, спочатку вона викликала швидше скептичну реакцію. Художник Олександр Бенуа різко розкритикував її, особливо «Чорний квадрат». Багато критиків були незадоволені тим, що Малевич повісив картину в покуті, де зазвичай висять ікони.

## Учасники

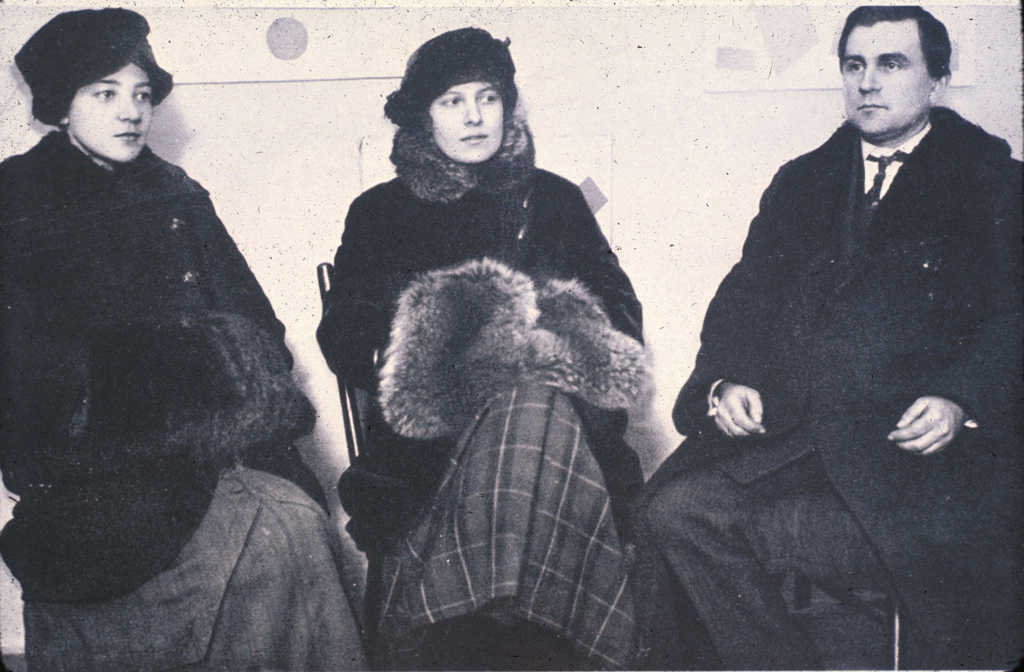
Розанова, Богуславська і Малевич на тлі картин

Багато хто з цих художників крім того брав участь у першій футуристичній виставці «Трамвай В», що проходила в березні того ж року.
- Казимир Малевич
- Володимир Татлін
- Іван Пуні
- Любов Попова
- Іван Клюн
- Ксенія Богуславська
- Ольга Розанова
- Надія Удальцова
- Натан Альтман
- Василь Каменський
- Віра Пестель
- Марія Васильєва
- Ганна Кирилова
- Михайло Меньков

### Об'єднання «0,10»
У квітні 1917 року учасники виставки створили об'єднання художників-авангардистів під назвою «0,10».